# 鄒容
鄒容（1885年—1905年4月3日），原名绍陶，又名桂文，字蔚丹（一作威丹），生於四川省巴縣（今重慶市），曾經在留学日本时改名邹容。是中國近代革命宣傳家，《革命軍》一書的作者。

## 生平
1885年在出生四川省巴縣的鄒绍陶，幼年曾就讀於英國倫敦基督教公誼會（又稱貴格會）於1892年創立的廣益中學，是第一屆畢業生。
1902年自費赴日本留學，就讀於東京同文書院，開始參加革命運動。
1903年因與同學張繼、陳獨秀等人一同剪去清政府留學生監督姚文甫的髮辮，事後被迫回國。至上海後，與章太炎、章士釗、張繼拜盟為兄弟，積極參加拒俄運動與愛國學社的革命活動。是年出版《革命軍》和《流血革命》，亟言排满反清，號召人民起來革命，誅殺清帝及滿人，建立獨立自由的「中華共和國」。
不久，苏报案发，因清政府的要求，邹容與章太炎一同被上海公共租界工部局通缉。鄒容原本可以逃得掉，然而在吳稚暉慫恿愛國學社的人，在鄒容家門口丟磚塊叫罵「不入獄為無恥」下，與愛國學社不合的鄒容憤而投案。
鄒容入獄後，章太炎被關一起，在引渡和無期徒刑的風波後。最後被租界判处2年有期徒刑（章太炎3年），監禁期間，罰作苦工。監禁期滿，逐出租界。鄒容在獄中，因受印度獄卒虐待及憤怒，開始衰弱、生病。最後大病四十天。於光緒三十一年（1905年）二月二十九日（4月3日）深夜病死於上海公共租界工部局警务处监狱，年僅二十歲。距離刑期結束還剩七十天，隔天，章太炎撫屍哀働，看見鄒容口中有血，兩眼微睜。邹容墓位於現今上海市徐匯區華涇鎮。

## 身後

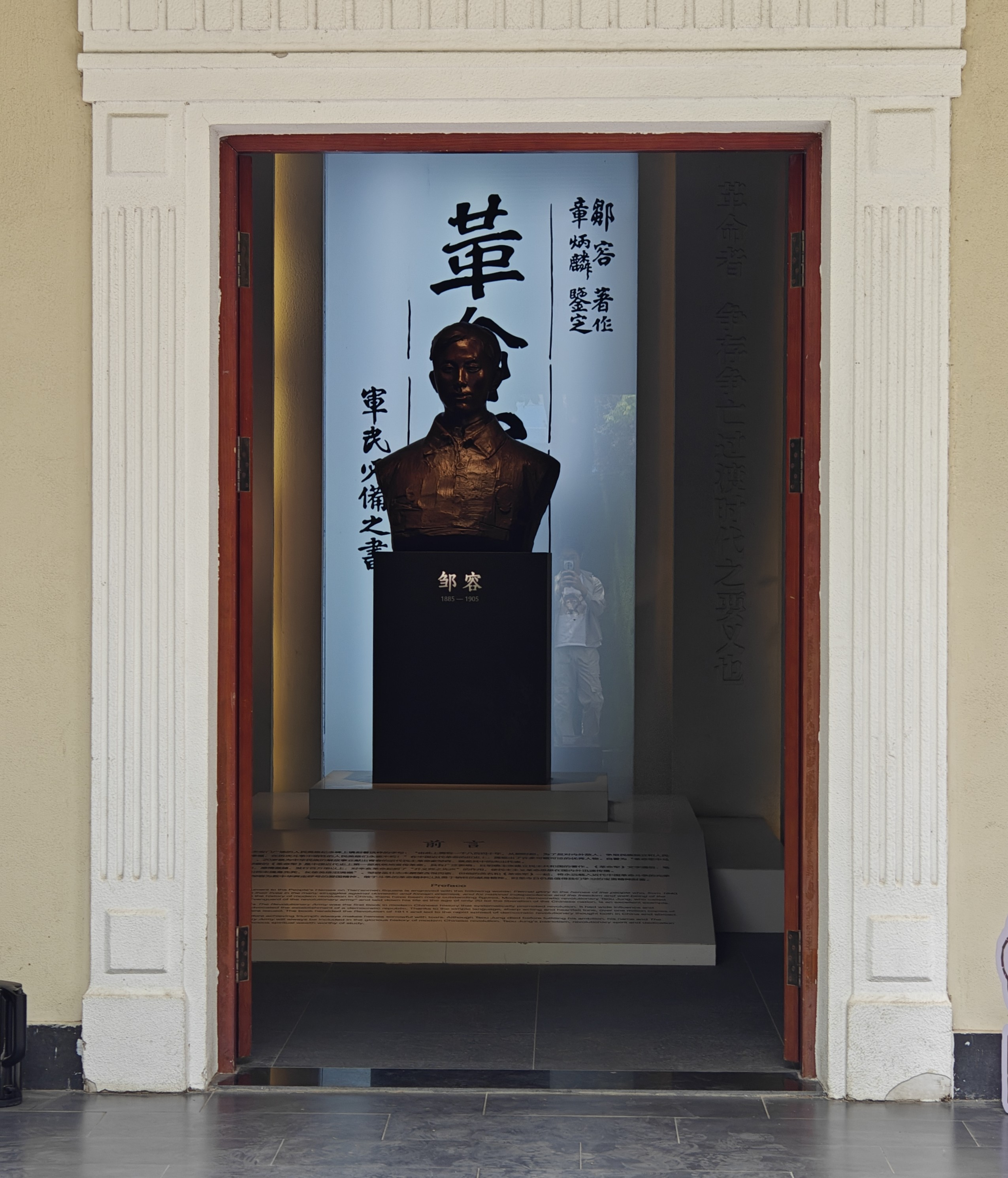
邹容纪念馆，上海徐汇区华泾镇

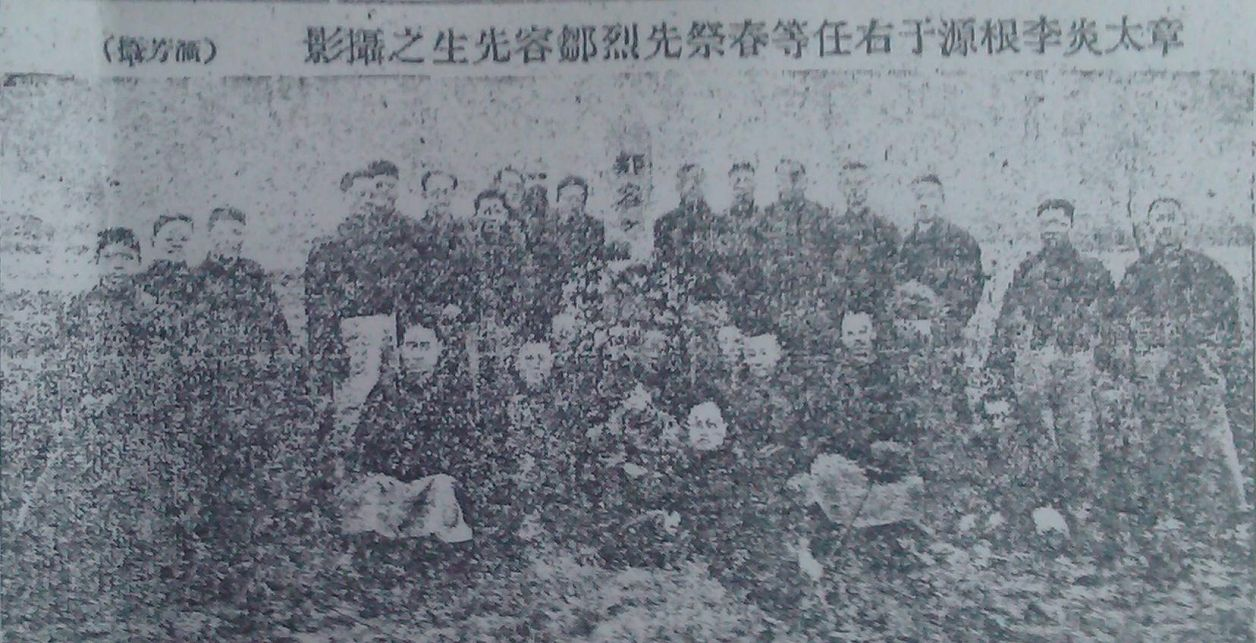
1924年清明节章炳麟偕李根源、章士钊等前往华泾祭奠革命先烈邹容。同去的还有于右任、田桐、张继、曾道、吴秉钧、吴庶咸、 黄次九、 吴剑秋、丘志云、童子钧、童显汉、刘少禹、朱品珊、韩丽生、洪伯才、马君武、常必诚、张季鸾、冉仲虎、赵铁桥、刘亚休。图为祭扫后全体在邹容墓前的合影。

《革命軍》一書風行海內外，暢銷一百餘萬冊，是清末革命書刊中流傳最廣的，對散播革命思想有很大貢獻。蔣中正、胡適等在青少年時期都曾閱讀過此書並受其感召反清。
1912年3月29日，中華民國臨時大總統孫中山追贈鄒容為陸軍大將軍。
1943年12月，重庆市政府将城内的新生路改名为邹容路，至今仍是重庆市区CBD的重要道路。
1946年6月，重庆市政府在重庆市渝中区公园建立起邹容烈士纪念碑。
2007年，邹容纪念馆在上海市徐汇区华泾路868号原刘三故居开馆。

## 評價
台灣國立政治大學歷史學系教授楊瑞松指出，從學術研究和思想文化中的探究角度而言，鄒容的著作《革命軍》可謂只是出自於一位熱血青年的未成熟之作，其中所提到的思想觀點大多缺乏原創性，甚至有明顯的轉借拼貼之斧鑿痕跡。鄒容在挪用其他思想家的過程中並未照單全收，除了有意地刪減若干論點外，其論述的主要用意仍是要明確界定所謂漢族和滿洲人的敵我分明界線。他亦指出，對於許多閱讀《革命軍》的讀者而言，該書最大的吸引人之處正是其鮮明的排滿言論和仇滿意識。關於鄒容對於「漢人如何遭受滿洲人嚴重迫害和奴化」的各種革命宣傳控訴，日本學者桑原隲蔵曾於辛亥革命剛結束後針對這些指控提出一些觀點，在革命黨指控滿人殘暴屠殺，以及嚴行剃发令的指控上，桑原雖然認為這些指控有誇大的嫌疑，並且缺乏和歷史上其他類似事件的比較視角，但他基本上同情漢人針對這些屠殺和壓迫事件有強烈的情緒反彈現象。然而在有關「政治權力分配上是全由滿人壟斷而漢人淪為奴隸」的指控上，他認為和事實大有出入，清統治期間滿漢政治勢力的分配，遠比先前的異族政府（例如元朝）公平得多，特別在同治中興後，內政外交的大權大半已由漢人官僚所掌控。因此以「主奴」的關係界定滿漢之間的政治權力分配情況並不符合事實。

## 外部連結
- 《革命軍》全文

邹容：粉身碎骨，乃人之义务也
- 楊瑞松：〈打造共同體的新仇舊恨：鄒容國族論述中的「他者建構」〉。